# 環境副大臣
環境副大臣（かんきょうふくだいじん、英語: State Minister of Environment）は、日本の環境省を担当する副大臣。

## 概説
中央省庁等改革基本法に基づく中央省庁再編にともない、2001年1月6日に設置された。同日付で第2次森改造内閣（中央省庁再編後）が発足し、参議院議員の沓掛哲男が任命された。
環境大臣からの命を受け、政策や企画の立案、政務の処理などを担当する。現在の定数は2名。

## 歴代副大臣
| 環境副大臣     | 環境副大臣                  | 環境副大臣           | 環境副大臣     | 環境副大臣         | 環境副大臣 | 環境副大臣           |
| 内閣           | 内閣                        | 氏名                 | 就任日         | 退任日             | 党派       | 備考                 |
| -------------- | --------------------------- | -------------------- | -------------- | ------------------ | ---------- | -------------------- |
| 第2次森内閣    | 改造内閣 （中央省庁再編後） | 沓掛哲男             | 2001年1月6日   | 2001年4月26日      | 自由民主党 |                      |
| 第1次小泉内閣  | 第1次小泉内閣               | 風間昶               | 2001年5月1日   | 2002年1月8日       | 公明党     |                      |
| 第1次小泉内閣  | 第1次小泉内閣               | 山下栄一             | 2002年1月8日   | 2002年9月30日      | 公明党     |                      |
|                | 第1次改造内閣               | 弘友和夫             | 2002年10月2日  | 2003年9月22日      | 公明党     |                      |
|                | 第2次改造内閣               | 加藤修一             | 2003年9月25日  | 2003年11月19日     | 公明党     |                      |
| 第2次小泉内閣  | 第2次小泉内閣               | 加藤修一             | 2003年11月20日 | 2004年9月27日      | 公明党     |                      |
|                | 改造内閣                    | 高野博師             | 2004年9月29日  | 2005年9月21日      | 公明党     |                      |
| 第3次小泉内閣  | 第3次小泉内閣               | 高野博師             | 2005年9月22日  | 2005年10月31日     | 公明党     |                      |
|                | 改造内閣                    | 江田康幸             | 2005年11月2日  | 2006年9月26日      | 公明党     |                      |
| 第1次安倍内閣  | 第1次安倍内閣               | 土屋品子             | 2006年9月27日  | 2007年8月27日      | 自由民主党 |                      |
|                | 改造内閣                    | 桜井郁三             | 2007年8月29日  | 2007年9月26日      | 自由民主党 |                      |
| 福田康夫内閣   | 福田康夫内閣                | 桜井郁三             | 2007年9月27日  | 2008年8月2日       | 自由民主党 |                      |
|                | 改造内閣                    | 吉野正芳             | 2008年8月5日   | 2008年9月24日      | 自由民主党 |                      |
| 麻生内閣       | 麻生内閣                    | 吉野正芳             | 2008年9月29日  | 2009年9月16日      | 自由民主党 |                      |
| 鳩山由紀夫内閣 | 鳩山由紀夫内閣              | 田島一成             | 2009年9月18日  | 2010年6月8日       | 民主党     |                      |
| 菅直人内閣     | 菅直人内閣                  | 田島一成             | 2010年6月9日   | 2010年9月17日      | 民主党     |                      |
|                | 第1次改造内閣               | 近藤昭一             | 2010年9月21日  | 2011年9月2日       | 民主党     |                      |
|                | 第2次改造内閣               | 近藤昭一             | 2010年9月21日  | 2011年9月2日       | 民主党     |                      |
| 野田内閣       | 野田内閣                    | 武藤勝彦 (横光克彦)  | 2011年9月5日   | 2012年10月1日      | 民主党     |                      |
|                | 第1次改造内閣               | 武藤勝彦 (横光克彦)  | 2011年9月5日   | 2012年10月1日      | 民主党     |                      |
|                | 第2次改造内閣               | 武藤勝彦 (横光克彦)  | 2011年9月5日   | 2012年10月1日      | 民主党     |                      |
|                | 第3次改造内閣               | 生方幸夫             | 2012年10月1日  | 2012年12月26日     | 民主党     |                      |
| 園田康博       | 第3次改造内閣               | 内閣府副大臣を兼務。 | 2012年10月1日  | 2012年12月26日     | 民主党     |                      |
| 第2次安倍内閣  | 第2次安倍内閣               | 田中和徳             | 2012年12月27日 | 2013年9月30日      | 自由民主党 |                      |
| 第2次安倍内閣  | 第2次安倍内閣               | 井上信治             | 2012年12月27日 | 2014年9月3日       | 自由民主党 | 内閣府副大臣を兼務。 |
| 第2次安倍内閣  | 第2次安倍内閣               | 北川知克             | 2013年9月30日  | 2014年9月3日       | 自由民主党 |                      |
|                | 改造内閣                    | 北村茂男             | 2014年9月3日   | 2014年12月24日     | 自由民主党 |                      |
| 小里泰弘       | 改造内閣                    | 内閣府副大臣を兼務。 | 2014年9月3日   | 2014年12月24日     | 自由民主党 |                      |
| 第3次安倍内閣  | 第3次安倍内閣               | 北村茂男             | 2014年12月25日 | 2015年10月9日      | 自由民主党 |                      |
| 第3次安倍内閣  | 第3次安倍内閣               | 小里泰弘             | 2014年12月25日 | 2015年10月9日      | 自由民主党 | 内閣府副大臣を兼務。 |
|                | 第1次改造内閣               | 平口洋               | 2015年10月9日  | 2016年8月5日       | 自由民主党 |                      |
| 井上信治       | 第1次改造内閣               | 内閣府副大臣を兼務。 | 2015年10月9日  | 2016年8月5日       | 自由民主党 |                      |
|                | 第2次改造内閣               | 関芳弘               | 2016年8月5日   | 2017年8月7日       | 自由民主党 |                      |
| 伊藤忠彦       | 第2次改造内閣               | 内閣府副大臣を兼務。 | 2016年8月5日   | 2017年8月7日       | 自由民主党 |                      |
|                | 第3次改造内閣               | 渡嘉敷奈緒美         | 2017年8月7日   | 2017年11月2日      | 自由民主党 |                      |
| 伊藤忠彦       | 第3次改造内閣               | 内閣府副大臣を兼務。 | 2017年8月7日   | 2017年11月2日      | 自由民主党 |                      |
| 第4次安倍内閣  | 第4次安倍内閣               | 渡嘉敷奈緒美         | 2017年11月2日  | 2018年10月4日      | 自由民主党 |                      |
| 第4次安倍内閣  | 第4次安倍内閣               | 伊藤忠彦             | 2017年11月2日  | 2018年10月4日      | 自由民主党 | 内閣府副大臣を兼務。 |
|                | 第1次改造内閣               | 城内実               | 2018年10月4日  | 2019年9月13日      | 自由民主党 |                      |
| 秋元司         | 第1次改造内閣               | 内閣府副大臣を兼務。 | 2018年10月4日  | 2019年9月13日      | 自由民主党 |                      |
|                | 第2次改造内閣               | 佐藤ゆかり           | 2019年9月13日  | 2020年9月18日      | 自由民主党 |                      |
| 石原宏高       | 第2次改造内閣               | 内閣府副大臣を兼務。 | 2019年9月13日  | 2020年9月18日      | 自由民主党 |                      |
| 菅義偉内閣     | 菅義偉内閣                  | 笹川博義             | 2020年9月18日  | 2021年10月6日      | 自由民主党 |                      |
| 菅義偉内閣     | 菅義偉内閣                  | 堀内詔子             | 2020年9月18日  | 2021年10月6日      | 自由民主党 | 内閣府副大臣を兼務。 |
| 第1次岸田内閣  | 第1次岸田内閣               | 大岡敏孝             | 2021年10月6日  | 2021年11月11日     | 自由民主党 |                      |
| 第1次岸田内閣  | 第1次岸田内閣               | 務台俊介             | 2021年10月6日  | 2021年11月11日     | 自由民主党 | 内閣府副大臣を兼務。 |
| 第2次岸田内閣  | 第2次岸田内閣               | 大岡敏孝             | 2021年11月11日 | 2022年8月12日      | 自由民主党 |                      |
| 第2次岸田内閣  | 第2次岸田内閣               | 務台俊介             | 2021年11月11日 | 2022年8月12日      | 自由民主党 | 内閣府副大臣を兼務。 |
|                | 第1次改造内閣               | 山田美樹             | 2022年8月12日  | 2023年9月15日      | 自由民主党 |                      |
| 小林茂樹       | 第1次改造内閣               | 内閣府副大臣を兼務   | 2022年8月12日  | 2023年9月15日      | 自由民主党 |                      |
| 第2次改造内閣  | 八木哲也                    | 2023年9月15日        | 2024年10月3日  |                    | 自由民主党 |                      |
| 第2次改造内閣  | 滝沢求                      | 2023年9月15日        | 2024年10月3日  | 内閣府副大臣を兼務 | 自由民主党 |                      |
| 第1次石破内閣  | 第1次石破内閣               | 八木哲也             | 2024年10月3日  | 2024年11月13日     | 自由民主党 |                      |
| 第1次石破内閣  | 第1次石破内閣               | 滝沢求               | 2024年10月3日  | 2024年11月13日     | 自由民主党 | 内閣府副大臣を兼務   |
| 第2次石破内閣  | 第2次石破内閣               | 小林史明             | 2024年11月13日 | 現職               | 自由民主党 |                      |
| 第2次石破内閣  | 第2次石破内閣               | 中田宏               | 2024年11月13日 | 現職               | 自由民主党 | 内閣府副大臣を兼務   |

- 副大臣は同一の職に複数名を任命することがあるため、通常は代数の表記は行わない。
- 党派の欄は、就任時の所属政党を記載した。
- 辞令のある再任は就任日を記載し、辞令のない留任は就任日を記載しない。
- 党派の欄は、就任時、または、内閣発足時の所属政党を記載した。